# 洛维奥斯
洛维奥斯，是西班牙加利西亚自治区奥伦塞省的一个市镇。总面积168平方公里，总人口2623人（2001年），人口密度16人/平方公里。